# Сатанинські аяти
Сатанинські аяти — згідно з істориком Вільямом Мьюром (1858) та деяким іншими західними істориками рядки з Корану, викреслені в остаточній редакції. Сенс рядків полягає в тому, що Мухаммед в них визнає язичницьких богинь ал-Лат, ал-Уззу та Манат під ім'ям «ангелів шанованих» у Сурі 53 між аятами 19 і 20. Мухаммед визнав їх незабаром після повернення з Ефіопії в Мекку, щоб знайти мир з одноплемінниками, але згодом відмовився від своїх слів і назвав їх навіяними сатаною. 

## Підстави
Ряд ранніх ісламських істориків наводить розповідь у своїх творах, наприклад, ат-Табарі у другій частині «Таріх аль-русуль ва-ль-мулюк» («Історія пророків і царів»), а також ібн Ісхак у своєму «Життєписі пророка Мухаммада», а за ним ібн Хішам у своїй обробці «Життєписи». Слід зазначити, що ці історики описували різні перекази, які доводилось їм чути. Однак вони не завжди проводили дослідження про те, наскільки достовірні описувані ними події. Ці дослідження були проведені мусульманськими мухаддисами пізніше. Треба зазначити, що вказані автори не наполягали на істинності всіх цих переказів, а просто описали їх так, як їм довелося це чути.

## Спростування
У той же час мусульманські богослови, вважають цю історію сфальсифікованою. На думку мусульманських богословів, ця історія вигадана ворогами ісламу. Вона була спростована муфассирами (коментаторами Корану), мухаддисами (фахівцями по хадисам) та ісламськими істориками. У спростування цієї історії були складені окремі праці, наприклад книга Мухаммада Аль-Альбані, під назвою «Nasb al-majānīq li-nasf al-gharānīq». 
Як головний аргумент, що вказує на фальшивість історії, мусульманські коментатори приводили сенс коранічної сури «Наджм» (53). Весь зміст цієї сури присвячено єдності Аллаха і критиці багатобожжя. Це чітко видно на прикладі аятів 18-23, про які йде мова.